# 曼谷航空
曼谷航空是泰國的全服務航空公司，總部設在該國首都曼谷，以素万那普机场作為基地及轉運中心，蘇梅國際機場是它的重點機場。該公司營運國內及國際航線，往來泰國以及柬埔寨、马来西亚、新加坡、印度、香港、老挝、馬爾地夫等地之間，也利用共用班號擴大飛航版圖。暹粒國際航空是曼谷航空的全資子公司。曼谷航空的收入來源包括客運、貨運、郵件、機場經營及代理其他航空公司在蘇梅機場和素万那普机场內之地勤業務、機上免稅商品販售及提供旅客飯店機場間交通運送服務等。
曼谷航空公司飛行的航線以曼谷及蘇梅島為中心點作放射狀遍及全球與泰國境內各主要城市，包含泰國國內線、區域航線及即將開航的洲際航線等。曼谷航空為加速其營運成長並積極開拓其飛行版圖，今日曼谷航空之航線已遍及全世界8個國家、24個主要城市。曼谷航空所有乘客均可以使用泰國國內的曼谷航空的自營貴賓室。
目前曼谷航空採用ATR－72客機飛行國內航線，A320則是東南亞旅遊航點，在商務客較多的香港、新加坡、吉隆坡、仰光則是採用擁有「藍帶商務艙」的A319客機提供服務。

## 歷史
曼谷航空的前身—Sahakol Air於1968年成立時，是提供空中的士的服務。1986年，它更換高階管理人員並更名為今日的名稱—曼谷航空，曼谷航空也同時開始經營定期航班服務，是泰國首家經營定期國內航線的非國家航空公司。曼谷航空在1989年於蘇梅島建造了一座屬於自己的機場，該機場於成立不久後擴建，提供前往香港、新加坡和普吉的航班。1996年曼谷航空在素可泰府的機場正式啟用，在桐艾府的機場亦於2003年3月啟用，主要為前往象島的旅客服務。
2000年曼谷航空也引入噴射客機波音717，以擴充其業務，曼谷航空未引入波音717之前，其機隊是由ATR-72組成，早期亦有Dash 8和肖特330，亦曾短期營運噴射客機福克F100。在2003年曼谷航空決定引入航程更遠的A320，2004年接受首架A320，以取代即將到期歸還的波音717。
曼谷航空計劃引入雙走道廣體客機以擴充其長程機隊和業務，欲在2006年引入A330、A340或B787開辦長途航線倫敦、印度和日本。在2005年12月，曼谷航空宣佈訂購4架258座位的A350-800，再加兩架選擇權，原定在2013年交付，但因空中巴士需延誤交機，曼谷航空亦對外宣布延後交機時間，訂單最終於2011年取消。未來曼谷航空新購置的飛機將以大中小型客機平均訂購，也透過與不同洲際航空公司合作，以代碼共享方式快速拓展曼谷及蘇梅兩大基地的對外航線。
在2006年Skytrax评估中曼谷航空被評為東南亞最佳地區性航空公司，2007年的评估中被評為四星級航空公司、東南亞最佳地區性航空公司和亞洲最佳地區性航空公司。

## 航點
截至2019年12月，曼谷航空服務以下航點︰
| 國家     | 城市     | 機場                               | IATA | ICAO | 備註              | 參考         |
| -------- | -------- | ---------------------------------- | ---- | ---- | ----------------- | ------------ |
| 柬埔寨   | 金邊     | 金邊國際機場                       | PNH  | VDPP |                   |              |
| 柬埔寨   | 暹粒     | 暹粒國際機場                       | REP  | VDSR |                   |              |
| 柬埔寨   | 施漢諾市 | 施漢諾國際機場                     | KOS  | VDSV | 2020年1月10日開辦 | [ 5 ] [ 6 ]  |
| 中國     | 成都     | 成都天府國際機場                   | CTU  | ZUUU |                   | [ 7 ]        |
| 中國     | 重慶     | 重慶江北國際機場                   | CKG  | ZUCK |                   | [ 8 ]        |
| 中國     | 香港     | 香港國際機場                       | HKG  | VHHH |                   |              |
| 印度     | 班加羅爾 | 班加羅爾國際機場                   | BLR  | VOBL | 已停飛            | [ 9 ] [ 10 ] |
| 印度     | 孟買     | 賈特拉帕蒂·希瓦吉·馬哈拉傑國際機場 | BOM  | VABB |                   |              |
| 老撾     | 龍坡邦   | 龍坡邦國際機場                     | LPQ  | VLLB |                   |              |
| 老撾     | 永珍     | 瓦岱國際機場                       | VTE  | VLVT |                   |              |
| 馬來西亞 | 吉隆坡   | 吉隆坡國際機場                     | KUL  | WMKK |                   |              |
| 馬爾代夫 | 馬累     | 易卜拉欣·納西爾國際機場            | MLE  | VRMM |                   |              |
| 緬甸     | 曼德勒   | 曼德勒國際機場                     | MDL  | VYMD |                   |              |
| 緬甸     | 內比都   | 內比都國際機場                     | NYT  | VYEL |                   |              |
| 緬甸     | 仰光     | 仰光國際機場                       | RGN  | VYYY |                   |              |
| 新加坡   | 新加坡   | 新加坡樟宜機場                     | SIN  | WSSS |                   |              |
| 泰國     | 曼谷     | 蘇凡納布米國際機場                 | BKK  | VTBS | 樞紐機場          |              |
| 泰國     | 清邁     | 清邁國際機場                       | CNX  | VTCC | 次要樞紐          |              |
| 泰國     | 清萊     | 清萊國際機場                       | CEI  | VTCT |                   |              |
| 泰國     | 合艾     | 合艾國際機場                       | HDY  | VTSS | 重點機場          |              |
| 泰國     | 蘇梅島   | 蘇梅國際機場                       | USM  | VTSM | 重點機場          |              |
| 泰國     | 喀比     | 喀比國際機場                       | KBV  | VTSG | 重點機場          |              |
| 泰國     | 南邦市   | 南邦機場                           | LPT  | VTCL |                   |              |
| 泰國     | 夜豐頌   | 夜豐頌機場                         | HGN  | VTCH |                   |              |
| 泰國     | 芭堤雅   | 烏達堡國際機場                     | UTP  | VTBU |                   |              |
| 泰國     | 布吉     | 布吉國際機場                       | HKT  | VTSP | 次要樞紐          |              |
| 泰國     | 素可泰   | 素可泰機場                         | THS  | VTPO |                   |              |
| 泰國     | 達叻     | 達叻機場                           | TDX  | VTBO |                   |              |
| 越南     | 峴港     | 峴港國際機場                       | DAD  | VVDN |                   | [ 11 ]       |
| 越南     | 河內     | 內排國際機場                       | HAN  | VVNB |                   | [ 12 ]       |
| 越南     | 芽莊     | 金蘭國際機場                       | CXR  | VVCR |                   | [ 13 ]       |
| 越南     | 富國島   | 富國國際機場                       | PQC  | VVPQ |                   |              |

### 代碼共享
曼谷航空與以下航空公司簽訂代碼共享協議：
- 英國航空 (BA)
- 長榮航空 (BR)
- 中國國際航空 (CA)
- 中華航空 (CI)
- 國泰航空 (CX)
- 阿聯酋航空 (EK)
- 阿提哈德航空 (EY)
- 嘉魯達印尼航空 (GA)
- 香港航空(HX)
- 日本航空 (JL)
- 阿斯塔納航空 (KC)
- 以色列航空 (LY)
- 廈門航空 (MF)
- 馬來西亞航空 (MH)
- 勝安航空 (MI)
- 菲律賓航空 (PR)
- 澳洲航空 (QF)
- 卡塔爾航空 (QR)
- 俄羅斯航空 (SU)
- 泰國國際航空 (TG)
- 越南航空 (VN)

## 機隊

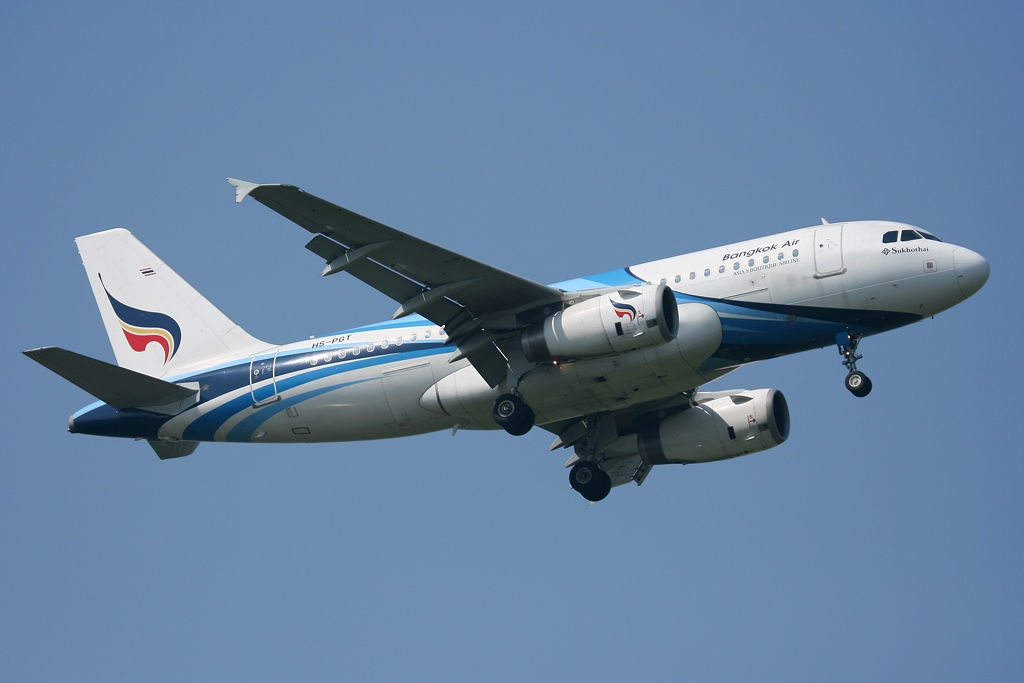
曼谷航空的空中巴士A319-133

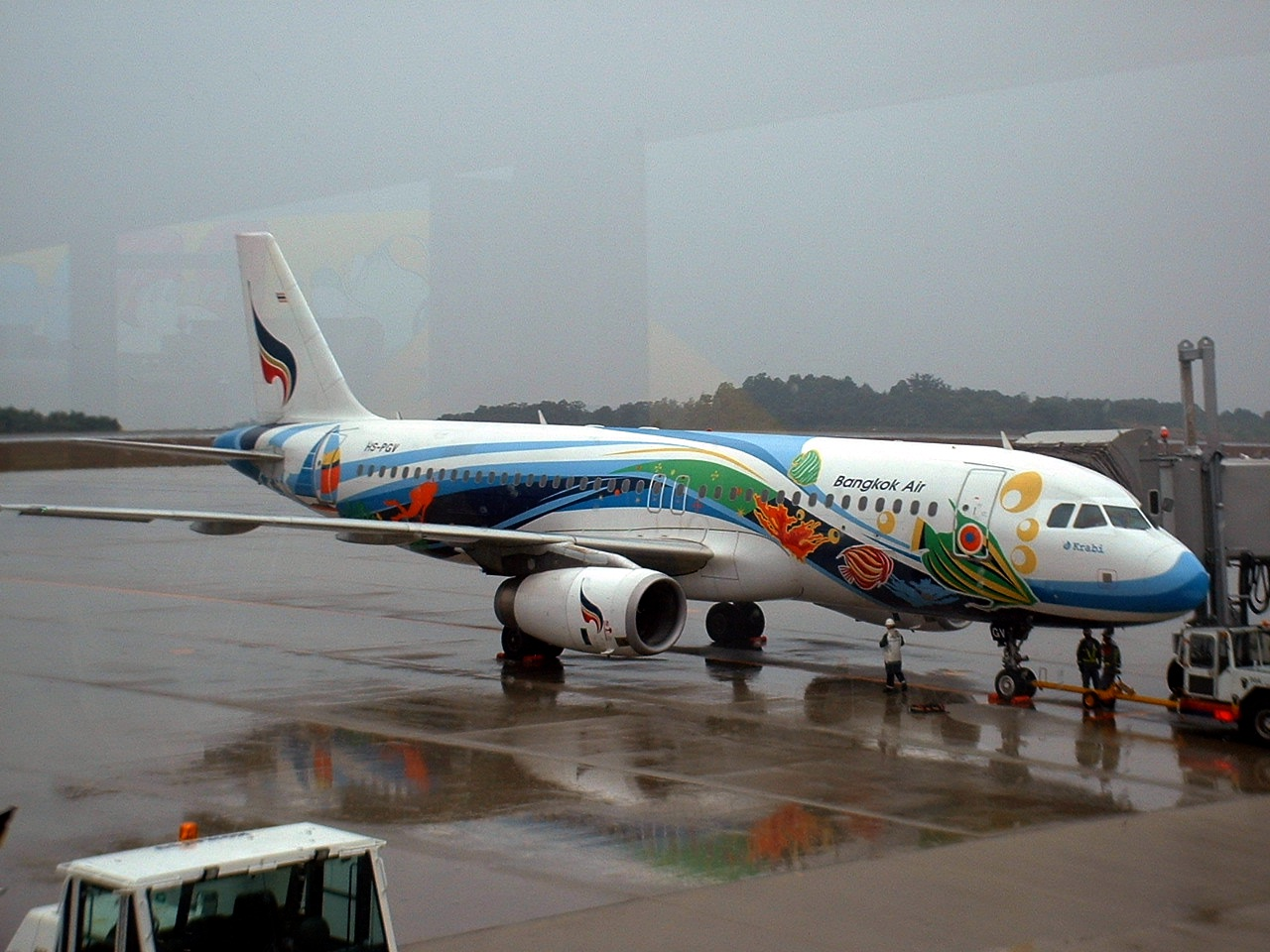
曼谷航空的空中巴士A320-232停泊於廣島機場

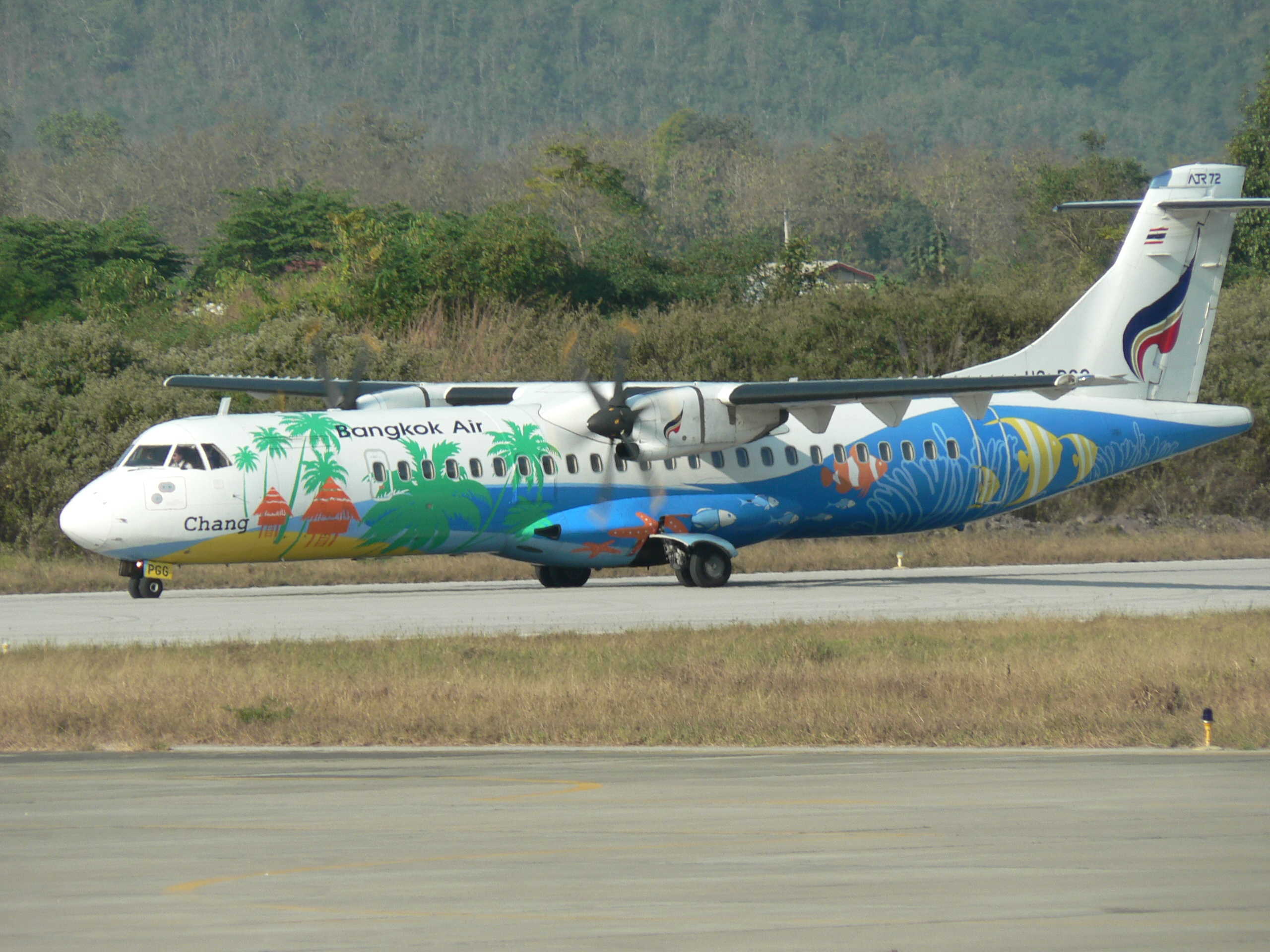
曼谷航空的ATR-72在琅勃拉邦國際機場滑行

截至2017年7月，曼谷航空的機隊如下：

## 意外事件
1990年11月21日，一架曼谷航空的Dash 8型客機在降落蘇梅島時因惡劣天氣失控墜毀，機上38人全部死亡。。
2009年8月4日，一架曼谷航空ATR72-500型客機在蘇梅島機場着陸時滑出跑道並起火，造成1人（机长）死亡、數十人受傷。

## 外部連結
- 曼谷航空官方網站 （页面存档备份，存于）（泰文）（英文）（中文）
- 曼谷航空网志 （页面存档备份，存于）（泰文）（英文）（中文）